# Cusumano
Cusumano ist ein sizilianischer Weinproduzent, der mit inzwischen über 450 Hektar zu den größten der Insel zählt. Die meisten Weine werden mit der IGT-Qualitätsstufe vermarktet. Das Weingut hat mehrere Produktionsstätten, die insgesamt das Sortengefüge Siziliens abdecken. Zudem werden einige Crus abgefüllt.

## Geschichte
Das Weingut wurde im Jahr 2000 von den Brüdern Diego und Alberto Cusumano in der Provinz Palermo gegründet. Der Stammsitz ist in Partinico. Bei ihrer Gründung gingen sie von der sogenannten „sizilianischen Weinarchäologie“ aus, die eine Hilfswissenschaft der Archäometrie ist. Dabei werden Fragestellung der kulturhistorischen Zusammenhänge zwischen archäologischen, kunstgeschichtlichen und denkmalpflegerischen Aspekten beleuchtet.
Die neue Kellerei Alta Mora in Castiglione di Sicilia unmittelbar nördlich des Ätna gab nach Ansicht verschiedener Degustatoren einen wichtigen Entwicklungsschub.

## Produktionsstätten
San Giacomo
Dieser Standort bei Butera ist 140 ha groß und ist von allen Anbauflächen am südlichsten gelegen, das zu einer deutlich vorzeitigeren Reife führt. Auf den stratigraphischen Wechselzonen des Trubi genannten, weißen Kalk-Mergel-Sand-Gefüges wachsen Nero d’Avola, die das Terroir idealtypisch widerspiegeln. Neben Wein werden vom Erzeuger auch Mandeln und Oliven angebaut und vermarktet. Die Weinberge liegen auf etwa 350 Meter und sind in 50 Microzonen unterteilt. Der hier produzierte Cru heißt Sàgano.
Ficuzza
Die Weinberge liegen bei Piana degli Albanesi südlich von Palermo am Lago Scanzano. Auf 700 Metern über dem Meer wachsen auf durchweg lehmigem Boden 70 Prozent weiße und 30 Prozent rote Sorten. Ringsum üppiges Busch- und Waldland zeugen von einer fruchtbaren Hochebene. Hier werden drei anerkannte Crus kultiviert.
Presti e Pegni
In Monreale und Alcamo befinden sich auf 250 Meter über dem Meeresspiegel zwei weitere zusammen 70 ha große Weinberge, die überwiegend auf Lehmboden wachsen. Noà ist der Cru, der hier ausgebaut wird.
In den letzten Jahren sind die Produktionsflächen weiter gewachsen. Insgesamt gibt es noch einmal etwa 100 ha Weinberge, die zum Weingut gehören. Die wichtigsten Rebsorten sind Nero d’Avola, Cabernet Sauvignon, Syrah und Merlot sowie Chardonnay, Inzolia und Alcamo.

## Bewertung
Johnson bewertet das Weingut mit zwei bis drei Sternen, befindet sie als „vollauf befriedigend“ und preiswert. Aufgrund der hohen Produktionsmenge spricht er von „erstaunlicher Qualität“. Von den dreißig im Johnson gelisteten Qualitätsweingütern sind nur zwei größer als Cusumano.